# Matt Waxman
Matt Waxman, all'anagrafe Matthew Waxman (Princeton, gennaio 1985), è un giocatore di poker statunitense.

## Carriera
Waxman vanta 19 piazzamenti a premi alle WSOP, impreziositi dalla vittoria del braccialetto alle WSOP 2013 nell'evento numero 7 ($1.000 No Limit Hold'em), che gli ha fruttato la vincita di $305.952. Due anni prima (settembre 2011) ha conquistato una tappa del World Poker Tour: il WPT Grand Prix de Paris, in cui ha vinto $729.886. Nel dicembre 2010 ha vinto una delle tappe del Circuito delle World Series of Poker (WSOP Regional Championship - Harrah's Atlantic City).
In carriera ha superato i $2.500.000 in vincite nei tornei live.

## Braccialetti delle WSOP
| Edizione | Torneo                  | Premio   |
| -------- | ----------------------- | -------- |
| 2013     | $1.000 No Limit Hold'em | $305.952 |